# Anomalon teresscutella
Anomalon teresscutella är en stekelart som beskrevs av Lee 2007. Anomalon teresscutella ingår i släktet Anomalon och familjen brokparasitsteklar. Inga underarter finns listade i Catalogue of Life.